# 帕尔达扬
帕尔达扬（法語：Pardaillan，法語發音：[paʁdajɑ̃]）是法国洛特-加龙省的一个市镇，属于马尔芒德区。

## 地理
帕尔达扬（44°39'49"N, 0°16'50"E）面积19.71 平方千米，位于法国新阿基坦大区洛特-加龍省，该省份为法国西南部内陆省份，北起多爾多涅省，西接吉倫特省和朗德省，南至热尔省，东临塔恩-加龙省和洛特省。
与帕尔达扬接壤的市镇（或旧市镇、城区）包括：圣塞尔南、德罗河畔欧里亚克、迪拉斯、蒙特通、穆斯捷、圣让德迪拉斯、德罗河畔拉索沃塔、德罗河畔阿勒芒。

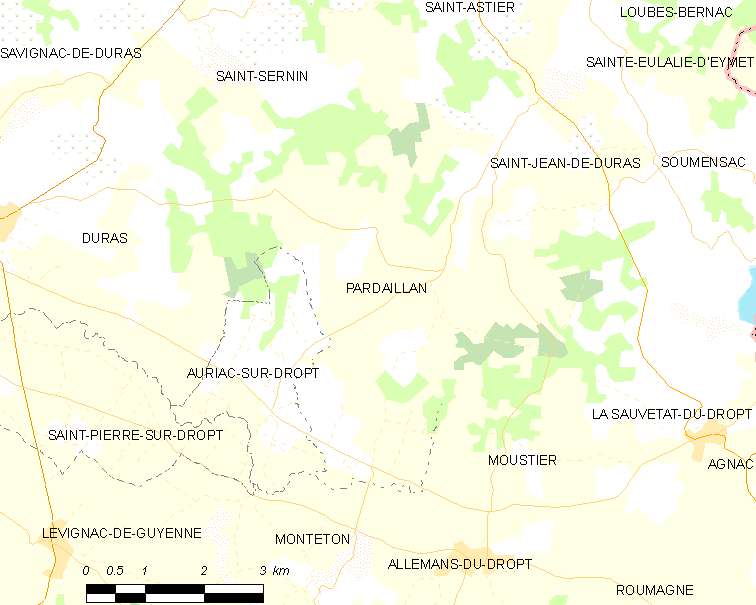
帕尔达扬的OSM定位图

帕尔达扬的时区为UTC+01:00、UTC+02:00（夏令时）。

## 行政
帕尔达扬的邮政编码为47120，INSEE市镇编码为47199。

## 政治
帕尔达扬所属的省级选区为吉耶讷山丘县。

## 人口

1962-2008年间帕尔达扬人口变化图示

帕尔达扬于2022年1月1日时的人口数量为334人。